# 福建省福州第一中学
福建省福州第一中学（英語：Fuzhou No.1 High School），简称福州一中或福一中，本地人略稱為一中，英文縮寫為FZYZ，位于福建省福州市，是一所完全中学。该校是福建省唯一由省教育厅直接管理的中学，係中華人民共和國國家教委認定的「中國名校」。
福州一中的前身是始建于清嘉庆二十二年（1817年）的凤池书院和创办于同治九年（1870年）的正谊书院。这两所书院是当时福州官办四大书院中的两大书院。两院均地处东街三牧坊小巷，现为福州一中初中部。
福州一中新校区位于闽侯县上街镇乌龙江大道，2004年建成并开始招收高中新生。2005年，老校区停止招收高中新生。

## 校史

### 全闽大学堂、福建高等学堂(校)（1902.5-1914.12）
- 1902年4月9日(光绪二十八年壬寅三月辛酉)光绪皇帝谕旨批准设立福建省第一所官立新型学校“全闽大学堂”，堂政直属总督府管辖。
- 1902年3月24日举行开学典礼，5月8日正式上课。
- 1904年1月学部颁发《学务纲要》规定：“京师设大学堂，各省只设高等学堂，高等学堂作为大学预备科”。全闽大学堂遂改名“福建高等学堂”。
- 民国元年，公元1912年1月，教育部令学堂改称学校，监督改称校长，停止正科招生，校名改称“福建高等学校”。直属福建省巡按公署管辖，具体由福建省教育厅直接领导。

### 福建省立第一中学(1915.1—1927)
- 民国四年间(1915年1月)福建高等学校遵照省令改称“福建省立第一中学”。预科生转为中学生，秋季始业，学制四年，开始统用普通话教授。
- 1922年9月，又根据第七次全国教育会议改革学制系统，试行中学六年，高、初中分段的“三三”制。

### 省立第一初级中学、省立福州初级中学(1927.1—1929.8)
- 民国十六年(1927年1月,福建省临时政务委员会，对全省公立中学进行调整，将原本的高中班级并入省立第一高级中学及省立理工中学，又将停办的华侨中学、女子师范学校的初中班划归于此，自此开始有女学生。校名改为：“省立第一初级中学”。次年10月，省立第二初级中学并入，设二部。
- 1929年1月易名“省立福州初级中学”。

### 省立福州中学(1929．8—1939.8)
- 1929年8月，复办高中班，定名“福建省立福州中学”。福州女子初级中学、省立福州高级中学和初级中学相继并入。
- 1937年抗日战争爆发，1938年福建省政府决定将学校内迁沙县，在沙县城关文庙办学，并在洞天岩设分校，作为初中部校舍，逐步转入战时教育体制。

### 省立福州高级中学(1939.8—1946.1)
- 1939年8月，奉命分置高中、初中两校，一为“省立福州高级中学”，校址仍在文庙；一为“省立福州初级中学”，新立校址于沙县洋溪，两校各自独立。

### 省立福州中学(1946.1—1949.8)
- 1945年8月，抗日战争胜利。1946年1月学校迁回福州三牧坊原址，增设初中班，复称“福建省立福州中学”。

### 福建省福州第一中学(1949.8—)
- 1949年8月17日中国共产党占领福州。9月中旬中共省级人民政府派军代表接管学校，执行“维持原校，逐渐改造”方针。学校由省教育厅直接领导，10月12日举行正式接管典礼暨开学式。
- 1951年4月改称“福建省福州中学”。
- 1951年8月1日正式定名为“福建省福州第一中学”至今。
- 1952年2月，福建省教育厅委托福州市人民政府领导，直接由福州市文教局管理。
- 1952年8月建立中共福州一中支部并收归省教育厅直接管辖。
- 1956年～1958年，连续三年取得“全国高考红旗”。
- 1969年6月，在文革期间下放福州市宣教组，并由福建省农械厂领导与管理。
- 1979年3月1日收回福建省教育局管理，恢复校长责任制。
- 1997年秋季，初中部停止招生。
- 2000年秋季，初中部取消。
- 2002年5月13日，时任福建省省长习近平确定了“保留发展旧校区，建设新校区”的方针。新校区占地220亩，总投资1.84亿元。
- 2004年秋季，新校区开始招生。
- 2005年秋季，旧校区停止招生。
- 2007年秋季，初中部在老校区恢复。

## 历任校长
| 校名               | 职务     | 姓名       | 学历               | 任职时间       |
| ------------------ | -------- | ---------- | ------------------ | -------------- |
| 凤池书院           | 山长     | 赵在田     | (清)进士 · 翰林    | 1817-1836      |
| 凤池书院           | 山长     | 魏敬中     | (清)进士 · 翰林    | 1836-1853      |
| 正谊书院           | 山长     | 林鸿年     | (清)进士 · 翰林    | 1866-1885      |
| 正谊书院           | 山长     | 陈璧       | (清)进士 · 翰林    | 1896-1928      |
| 凤池书院           | 山长     | 曾宝彦     | (清)进士 · 翰林    | 1899-1901      |
| 全闽大学堂         | 总教习   | 叶在琦     | (清)进士 · 翰林    | 1902.5-1905    |
| 福建高等学堂       | 监督     | 陈宝琛     | (清)进士 · 翰林    | 1905-1906      |
| 福建高等学堂       | 监督     | 林炳章     | (清)进士 · 翰林    | 1906-1908      |
| 福建高等学堂       | 监督     | 陈宝琛     | (清)进士 · 翰林    | 1908-1909      |
| 福建高等学堂       | 监督     | 陈培锟     | (清)进士 · 翰林    | 1909-1911      |
| 福建高等学堂       | 校长     | 王修       | 日本高等师范       | 1911-          |
| 福建省立第一中学   | 校长     | 王修       | 日本高等师范       | 1922（共11年） |
| 福建省立第一中学   | 校长     | 张哲农     | 北京高等师范学校   | 1922-1923      |
| 福建省立第一中学   | 校长     | 曹廉箴     | 英国格林大学       | 1923           |
| 福建省立第一中学   | 校长     | 魏宪章     |                    | 1923           |
| 福建省立第一中学   | 校长     | 施冕南     | 福建法政专门学校   | 1923           |
| 福建省立第一中学   | 校长     | 张湛       | 日本明治大学       | 1923-1927      |
| 省立第一初级中学   | 主席委员 | 戴锡樟     | 北京高等师范学校   | 1927-1928      |
| 省立第一初级中学   | 主席委员 | 陈震飞     | 北京高等师范学校   | 1928           |
| 省立第一初级中学   | 校长     | 张哲农     | 北京高等师范学校   | 1928.2-1928.12 |
| 省立福州初级中学   | 校长     | 庄观澜     | 北京高等师范学校   | 1929.1-1929.8  |
| 省立福州中学       | 校长     | 庄观澜     | 北京高等师范学校   | 1929.8-1932.1  |
| 省立福州中学       | 校长     | 戴锡樟     | 国立北平师范大学   | 1932.1-1934    |
| 省立福州中学       | 校长     | 张湛       | 国立北平师范大学   | 1934-1936.1    |
| 省立福州中学       | 校长     | 苏师颖     | 国立北平师范大学   | 1936.1-1937    |
| 省立福州中学       | 校长     | 刘天予     | 东南大学           | 1937-1938.5    |
| 省立福州中学       | 校长     | 陈粤人     | 中央政治大学       | 1938.5-1939.8  |
| 省立福州高级中学   | 校长     | 陈粤人     | 中央政治大学       | 1939.8-1941    |
| 省立福州高级中学   | 校长     | 王启炜     | 中央大学           | 1941.7-1944    |
| 省立福州高级中学   | 校长     | 柏鸿铭     | 中央政治大学       | 1944-1945      |
| 省立福州中学       | 校长     | 郑庭椿     | 北京燕京大学       | 1945.3-1946.9  |
| 省立福州中学       | 校长     | 孙承烈     | 日本东京高等师范   | 1946.9-1947.7  |
| 省立福州中学       | 校长     | 林浩藩     | 大夏大学           | 1947.7-1948    |
| 省立福州中学       | 校长     | 朱民生     | 中央大学           | 1948-1950.2    |
| 省立福州中学       | 校长     | 冯邦彦     | 美国维其妥大学硕士 | 1950.2-1951.4  |
| 省立福州中学       | 校长     | 冯邦彦     | 美国维其妥大学硕士 | 1951.4-1951.11 |
| 省立福州第一中学   | 校长     | 叶振汉     | 广西大学           | 1952.2-1952.8  |
| 省立福州第一中学   | 校长     | 桑耘(女)   |                    | 1952.8-1954.8  |
| 福建省福州第一中学 | 校长     | 顾耐雨     | 暨南大学           | 1954.8-1956.8  |
| 福建省福州第一中学 | 校长     | 陈君实     | 厦门大学           | 1957.2-1960.1  |
| 福建省福州第一中学 | 代校长   | 王贻珠(女) | 苏州中学           | 1960-1962      |
| 福建省福州第一中学 | 校长     | 陈君实     | 厦门大学           | 1962.8-1966.6  |
| 福建省福州第一中学 | 校长     | 陈君实     | 厦门大学           | 1979.12-1983.8 |
| 福建省福州第一中学 | 校长     | 朱鼎丰     | 江苏师范学院       | 1983.8-1999.9  |
| 福建省福州第一中学 | 校长     | 邱德奎     | 福建师范大学       | 1999.9-2002.12 |
| 福建省福州第一中学 | 校长     | 李迅       | 福建师范大学       | 2003.1-2017.11 |
| 福建省福州第一中学 | 校长     | 蔡辉森     | 福建师范大学       | 2020.4-2025.1  |
| 福建省福州第一中学 | 校长     | 陈海滨     | 福建师范大学       | 2025.1-至今    |

## 现任领导
- 党委书记：蔡辉森[7]
- 校长：陈海滨
- 副校长：肖毅
- 副校长：邹永春
- 副校长：苏健

## 学校象征

### 校训
福州一中的校训为：植基立本 成德达材
- 植 根植
- 基 基础
- 立 树立
- 本 根本
- 成 成就，完成
- 德 道德，品行
- 达 通达，达到
- 材 才能，才学

意思是：树立“以人为本”、“以学生发展为本”的办学指导思想，根植于坚实的基础培养，使学生成长为德才兼备、品学兼优、全面发展的高素质人才。

### 校风
福州一中的校风为：勤奋 严谨 竞取 活跃
其中“竞取”原为“进取”，为强调培养时代所需要的竞争精神，改“进”为“竞”。

### 校徽
校前身位于福州三牧坊两侧，故设计谐音“三牧”而由三个“M”组成之花朵为校徽， 分别代表Moral（道德）、Modesty（谦逊）、Multiplicity（多样化）。
校徽是1997年时为纪念建校180周年设计的。

### 校庆
校庆日定于每年的5月8日，这与前身全闽大学堂的历史有关。2007年福州一中190周年校庆，为纪念2002年5月13日时任福建省省长习近平做出了建设福州一中新校区的决策，将校庆日改在了5月13日。

## 初中部

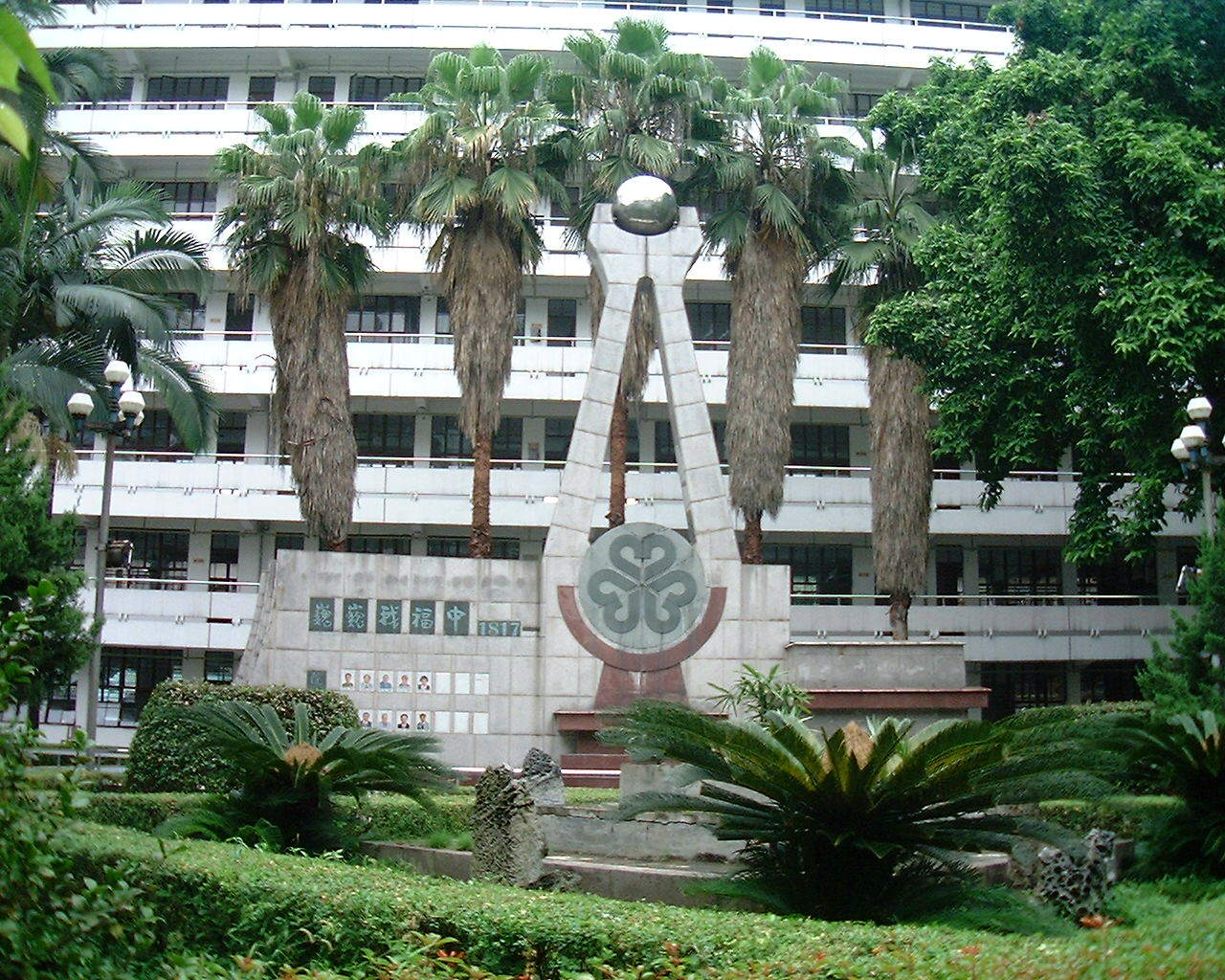
福州一中老校区（初中部）

根据福建省教育厅闽教基[2007]25号《关于同意福州一中招收初中学生的批复》，福州一中自2007年秋季开学起定位为一所公办全日制完全中学，初中办学规模核定为18个班，每个年段招生6个班。从2007年起开始招收初中学生。新初中部属公办性质。
根据福州市教育局的决定，福州实验小学和井大小学成为福州一中初中部2007年秋季招生的对口小学。

## 校级奖励
福州一中设有三牧之星、三牧之星奖学金、永辉奖学金、永辉助学金、四八春奖学金、华昆奖学金、泰禾奖学金等多项奖励。
三牧之星是一项传统的荣誉，颁发给优秀的初二、初三、高二及高三学生。定于每年最后一个工作日下午召开“三牧之星”的表彰大会，亦即元旦文艺演出。获得者能优先获得高招保送及自主招生资格。
华昆奖学金分为品学兼优奖和特长奖各3人。
泰禾奖学金相对特别，它奖励的并不是学习成绩优异的学生，而是奖励对学校社团活动有突出贡献的个人与优秀社团、优秀体育队。

## 外部资源
- 福州一中官方网站
- 福州一中招生网
- 福州一中论坛
- ADN学生联盟

## 引用文献
1. ↑  http://www.fzyz.net/#/schoolWenji?newsNum=1
2. ↑  . 福建省教育廳.   [2014-10-07]. （原始内容存档于2014-10-10）.
3. ↑  福建经济年鉴编辑委员会. . 福州: 福建人民出版社. 1993: 372  [2022-12-02]. ISBN 7-211-02129-2. （原始内容存档于2022-07-16）.
4. ↑  .   [2014-10-07]. （原始内容存档于2020-12-07）.
5. ↑  .   [2014年9月4日]. （原始内容存档于2016年3月4日）.
6. ↑  . 福州第一中学.   [2025-02-08].
7. ↑  . 福州第一中学.   [2025-02-08].